# Pedro de Ampudia
Pedro de Ampudia y Grimarest (30 de janeiro de 1803 - 17 de agosto de 1868) nasceu em Havana, Cuba e serviu no México como um soldado do Exército do Nordeste em boa parte da sua vida. Ele foi governador de Nuevo León em 1846 e de 1853 a 1854 e de Yucatán em 1855.
Ampudia emigrou para o México em 1821, durante a Guerra da Independência Mexicana, quando tinha dezesseis anos de idade. Começou sua carreira no Exército da Espanha e quando veio ao México era um alferes no séquito que acompanhou Don Juan O'Donojú. Apoiou o Plano de Iguala e entrou com Agustín de Iturbide na Cidade do México como um membro do vitorioso exército de Trigarante (Exército das Três Garantias), festejado momento da História do México.
Em 1836, Ampudia serviu como artilheiro mexicano na célebre Batalha do Álamo e depois na Batalha de São Jacinto. Durante os conflitos da fronteira com o Texas no início dos anos de 1840, Ampudia nunca foi derrotado e angariou respeito dos seus inimigos fronteiriços.
Assumiu brevemente o cargo de comandante-em-chefe do Exército do Norte do México em 1846 mas foi removido do comando depois de uma brutal execução pública de um guerrilheiro nativo que ordenara pessoalmente. Como um membro da facção política conservadora, Ampudia foi preterido no cargo pelo seu rival liberal, General Mariano Arista. Na Batalha de Palo Alto, Ampudia criticou as táticas de batalha de Arista, atitude repetida na Batalha de Resaca de la Palma, culpando-o pela derrota.
Durante a longa retirada ao sul, Ampudia assumiu o posto de comandante-em-chefe do Exército do Norte. Desobedeceu as ordens de Antonio López de Santa Anna que queria o recuo até Saltillo e preferiu montar sua defesa em Monterrei e nessa condição enfrentou as forças americanas na chamada Batalha de Monterrei.
Depois de uma encarniçada defesa da cidade, Ampudia tomou a atitude controversa de propôr uma trégua e se retirar com seu exército. Seu acordo com Zachary Taylor fez com que o Exército do Norte mantivesse suas armas e retomasse a marcha para o sul nos três meses seguintes.
Ampudia se justificou dizendo ter preservado a "honra" militar do exército e também a superioridade de seus comandados para uma nova luta, como aconteceria na Batalha de La Angostura, também chamada de Batalha de Buena Vista.

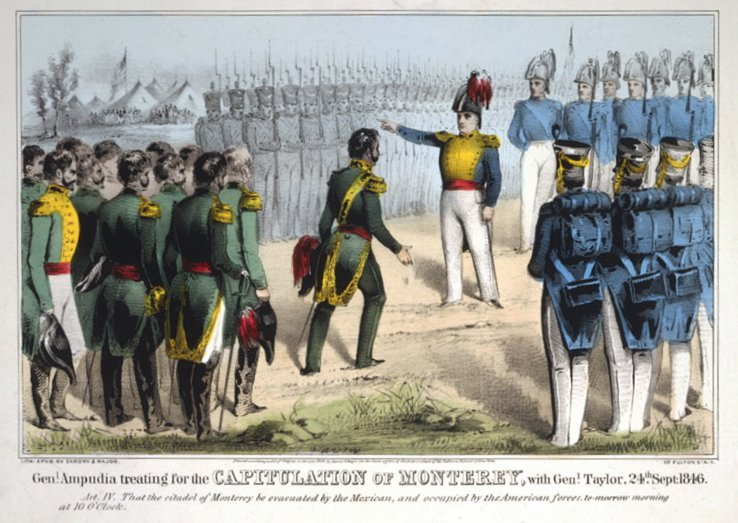
Ampudia com Taylor na capitulação de Monterrei em 1846

Em Saltillo, Ampudia executou uma defesa similar a de Monterrei, mas não obteve o apoio da população local. Sua falha na defesa da cidade fez com que Santa Anna o removesse do comando. Como seu superior imediato Arista, Ampudia passou os meses seguintes da guerra ocupando postos administrativos até ser recolocado no comando de artilharias mexicanas na Batalha de Buena Vista em 1847.
Apesar da controversa retirada de Monterrei, Ampudia ficou conhecido no folclore mexicano como o "único homem que poderia ter derrotado Taylor". Após a guerra, Ampudia adotou uma política gradualmente mais liberal, apoiando o governador Benito Juárez durante a intervenção do Imperador Maximiliano. Serviu com bravura no comando do liberal Exército do Leste, tendo sido gravemente ferido. Em 1868, Ampudia morreu (provavelmente em decorrência de seus ferimentos) na Cidade do México e foi enterrado no Panteão de São Fernando.